# São-bernardo

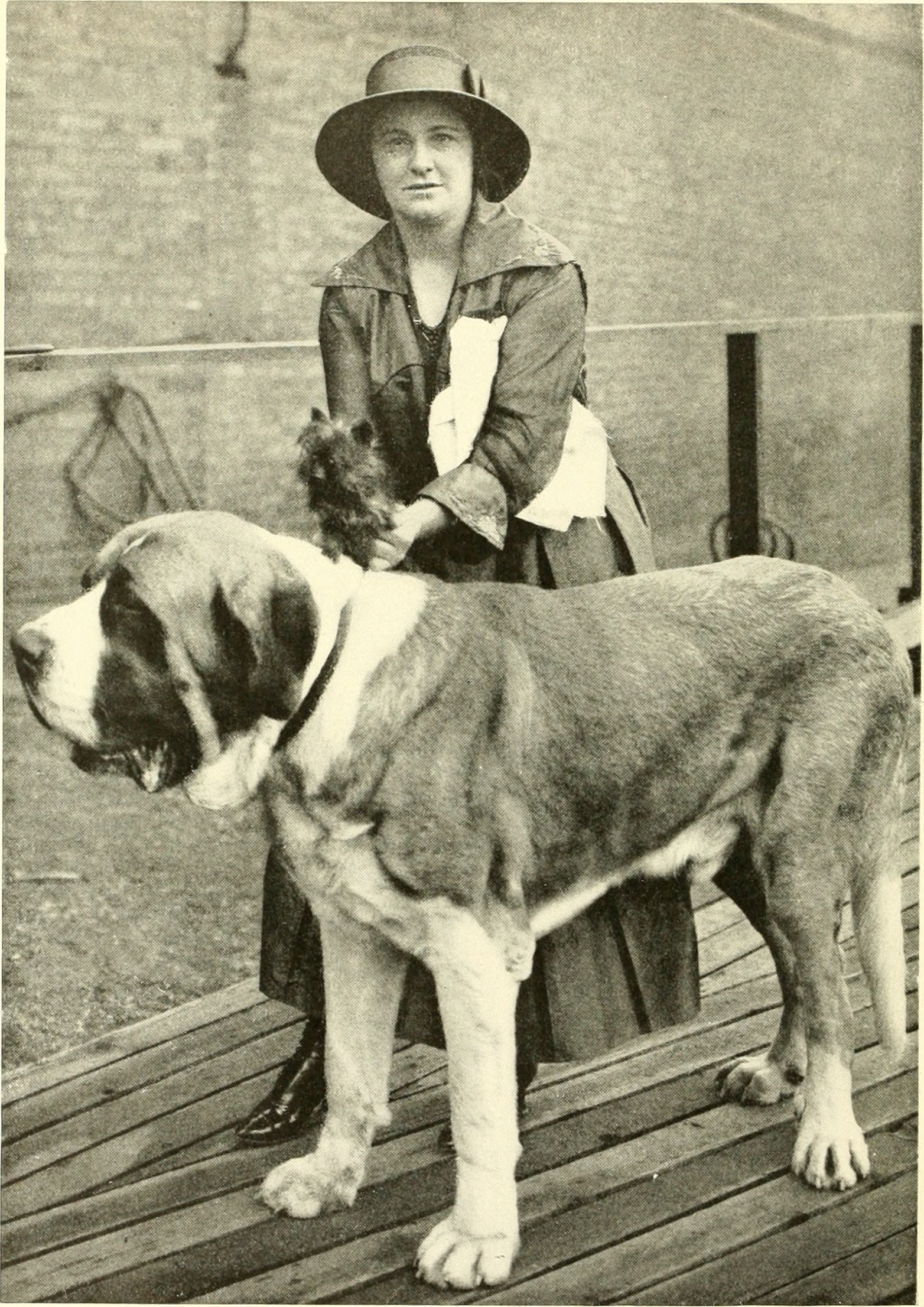
Cão São-bernardo em evento, 1919.

São-bernardo[a][b] (em alemão:  St. Bernardshund) é uma raça de cães de porte grande a gigante de tipo molosso, originária da Suíça e Itália. Tornaram-se famosos como bem sucedidos cães de resgate na neve nos Alpes suíços no século XVIII.

## História
O cão são-bernardo compartilha origem similar, e/ou, está relacionado, a outras raças suíças, como as quatro variedades de boiadeiro suíço (a saber: bernês, appenzell, grande suíço e entlebuch), e também com cães montanheses da região, hoje extintos, como o mastim alpino, o qual foi provavelmente o principal progenitor do são-bernardo. Foi desenvolvida a partir de cruzamentos de antigos cães molossos, levados à região dos alpes suíços pela passagem de tropas de Roma. Sua sobrevivência foi garantida graças aos monges, que, desde 1660, passaram a criá-los num mosteiro chamado Hospício do Grande São Bernardo, localizado no passo do Grande São Bernardo, um dos pontos mais altos daquelas montanhas e local por onde os viajantes passavam para cruzar os Alpes. O desfiladeiro, a pousada e os cães receberam o nome de Bernardo de Menton, o santo italiano do século XI que fundou o hospício. De acordo com historiadores, o primeiro propósito do são-bernardo foi o de proteger as propriedades, seguido então das missões de resgate, que iniciaram-se no século XVIII.
Era sua função encontrar vítimas soterradas e buscar auxílio junto aos monges caso o acidentado não pudesse mover-se. Fisicamente, foram cruzados a fim de se obter um cão robusto, de pelagem isolante e com um excelente faro, que pudesse trabalhar em situações rigorosas. De acordo com historiadores, as missões de resgate envolviam quatro cães, nenhum deles usando o pequeno barril no pescoço conforme aparece em fotografias e filmes: ao encontrar um soterrado, dois cães deitavam-se ao lado dele para aquece-lo, um tentava reanimá-lo lambendo-lhe a face e o último retornava ao monastério em busca de ajuda.
Na sociedade humana e em meio a estes descritos "anjos dos Alpes" destacou-se Barry, um são-bernardo que salvou mais de quarenta pessoas ao longo de sua vida.
Como aconteceu com inúmeras raças de cães na Europa durante as guerras mundiais, estes cães quase desapareceram e, para que não sumissem totalmente, os cães restantes foram cruzados com os terra-nova, o que fez com que surgisse sua variação de pelagem longa, maus para salvamentos na neve, já que acumulavam neve e umidade. O facto de terem formado equipes de resgate  tornaram-nos animais populares, aparecendo em livros, e filmes como Beethoven de 1992.